# Centralny Urząd Naftowy
Centralny Urząd Naftowy – jednostka organizacyjna rządu istniejąca w latach 1955–1957, powołana w celu poszukiwania i wydobywania ropy naftowej i gazu ziemnego, przetwórstwa tych kopalin oraz rozdzielnictwa surowców i produktów pochodnych.

## Powołanie urzędu
Na podstawie dekretu z 1955 r. o Centralnym Urzędzie Naftowym powołano nowy urząd.

## Zakres działania urzędu
Do zakresu działania urzędu w szczególności należały sprawy dotyczące ropy naftowej i gazu ziemnego, w tym:
- eksploatacji złóż ropy naftowej i gazu ziemnego,
- przeróbki i uszlachetniania tych kopalin,
- prac geologicznych w granicach określonych przepisami o państwowej służbie geologicznej,
- rozdzielnictwa surowców, półfabrykatów i wyrobów gotowych,
- produkcji maszyn i urządzeń dla robót poszukiwawczych i eksploatacyjnych,
- inwestycji i budownictwa górniczego,
- postępu technicznego oraz prac naukowo-badawczych,
- kadr, zatrudnienia i szkolenia zawodowego.

## Kierownictwo urzędu
Na czele Centralnego Urzędu Naftowego stał Prezes.
Prezesa i wiceprezesów Centralnego Urzędu Naftowego powoływał i odwoływał Prezes Rady Ministrów.
Prezes Rady Ministrów przekazał Prezesowi Centralnego Urzędu Naftowego wykonywanie uprawnień ministra w stosunku do przedsiębiorstw i instytutów podległych Centralnemu Urzędowi Naftowemu.

## Uprawnienia Prezesa
Prezes Centralnego Urzędu Naftowego wykonywał uprawnienia zastrzeżone w prawie górniczym właściwości ministrów, które dotyczyły:
- wydawania zezwoleń na wydobywanie ropy naftowej i gazu ziemnego przez spółdzielnie i osoby nie będące wykonawcami narodowych planów gospodarczych,
- tworzenia obszarów górniczych złóż ropy naftowej i gazu ziemnego,
- ustalania sposobu i terminu sporządzania i uzupełniania mierniczych planów robót górniczych oraz składania ich okręgowym urzędom górniczym.

## Zniesienie urzędu
Na podstawie ustawy z 1957 r. o zmianach w organizacji i zakresie działania naczelnych organów administracji państwowej w niektórych gałęziach przemysłu, budownictwa i komunikacji zniesiono Centralny Urząd Naftowy.